# トークロータリー 話題のチャンネル
『トークロータリー 話題のチャンネル』（トークロータリー わだいのチャンネル）は、1977年4月3日から同年9月25日までTBS系列局で放送されていた毎日放送製作のクイズ番組・トーク番組である。全25回。放送時間は毎週日曜 22:30 - 23:00 （日本標準時）。
毎回話題性のある情報をクイズにし、出演者たちがそれらについて語り合うことで知識として身に付けていくことをコンセプトにしていた。

## 出演者

### 司会
- 桂米朝

### 解答者
- 荻昌弘
- おおば比呂司
- 宮川泰
- フランソワーズ・モレシャン